# Conference
Die Conferences sind Einteilungen der Mannschaften im nordamerikanischen Hochschul- und Profisport. Die Zuordnung einer Franchise genannten Mannschaft zu einer Conference erfolgt dabei hauptsächlich nach geographischen Gesichtspunkten entweder in eine Eastern Conference und eine Western Conference, oder aber in zwei  Conferences, die auf der traditionellen Aufteilung ehemals konkurrierender Profiligen beruhen. In nahezu allen Mannschaftssportarten im College- und im Profisport treten die Sieger der Conferences in einem als Playoffs oder Post-Season bezeichneten Ausscheidungsmodus gegeneinander an, um in einem Finalspiel oder einer Finalserie den „Welt“- bzw. Landesmeister (Profi- bzw. Hochschulsport) zu ermitteln. Eine umstrittene Ausnahme ist die Bowl Championship Series im College Football, dem Hochschulspielbetrieb der National Collegiate Athletic Association (NCAA) im American Football, die nicht auf einem Playoff-System beruht.
Die Einteilung der Teams in den Conferences ist keine feste, sondern kann sich mit dem Umzug eines Teams oder mit der Expansion einer Liga ebenso ändern wie durch Auflösung oder Neugründung von Conferences.

## Major League Baseball (MLB)
In der Major League Baseball ist der Aufbau ähnlich dem American Football, nur heißen die ehemaligen Konkurrenten noch immer League statt Conference, da sie nach geringfügig unterschiedlichen Regeln spielen lassen. In National League und American League gibt es drei Divisions mit je fünf Franchises. Diese können sich wie im Football geographisch überschneiden. So haben beispielsweise New York, Chicago und Los Angeles jeweils ein Franchise in East, Central und West Division jeder Liga.
Die Divisions in der MLB:
| American League         | National League         |
| ----------------------- | ----------------------- |
| American League East    | National League East    |
| American League Central | National League Central |
| American League West    | National League West    |

## Major League Soccer (MLS)
Die (ab 2022) 28 Teams der höchsten Fußball Profi-Liga der USA und Kanada, der Major League Soccer, sind in zwei Conferences, West und East, aufgeteilt. Eine weitere Unterteilung, beispielsweise in Divisions, gibt es nicht. Zwischen März und Oktober absolviert jedes Team 34 Spiele in der Regular Season: je ein Heim- und Auswärtsspiel gegen die Teams der eigenen Conference und ein Spiel gegen acht der 14 Teams der jeweils anderen Conference.
Im Oktober spielen die sieben besten Teams beider Conferences in Einzelspielen die Play-offs aus, das punktbessere Team hat dabei Heimrecht, während sich der Turnierbaum im weiteren Turnierverlauf nicht mehr ändert. Das punktbeste Team einer Conference hat eine Bye-Runde, die an vier und fünf gesetzten Teams spielen seinen Gegner für die Conference-Halbfinals aus, die an 2 und 7 sowie die an 3 und 6 gesetzten Teams spielen den Gegner des Siegers im Conference-Finale aus. Die Conference-Meister spielen Anfang November um den MLS Cup.

## National Basketball Association (NBA)
Ähnlich der NHL wird die Basketball-Liga National Basketball Association seit der Saison 1970/71 in eine Eastern Conference und eine Western Conference unterteilt. Zuvor gab es lediglich eine Eastern und eine Western Division (mit Ausnahme einer zusätzlichen Central Division in der Saison 1949/50). Die Aufteilung erfolgt ähnlich wie beim Eishockey nach regionalen Gesichtspunkten. Bei momentan 30 Teams in der NBA werden beiden Conferences je 15 Teams zugeordnet. Beide Conferences sind wiederum in drei Divisions zu je fünf Teams unterteilt.
Die Divisions in der NBA:
| Eastern Conference | Western Conference |
| ------------------ | ------------------ |
| Atlantic Division  | Northwest Division |
| Central Division   | Pacific Division   |
| Southeast Division | Southwest Division |

## National Collegiate Athletic Association (NCAA)
Die Zahl und Einteilung der Conferences im Hochschulsportbetrieb der National Collegiate Athletic Association sowie die Zuordnung der Mannschaften ist durch häufige Änderungen gekennzeichnet, die außerdem je nach Sportart variieren können. Im Basketball gibt es sowohl im Damen- wie im Herrenbereich der höchsten Spielklasse NCAA Division I über 30 NCAA-Conferences, die grob geographischen Gegebenheiten folgen, sich aber häufig mit anderen Conferences überschneiden. Einer Conference gehören meist um die zehn Hochschulen an, die Zahl kann aber nach Conference und nach Sportart variieren, so kann es auch zwanzig oder vierzig Mitglieder geben. Eine Division ist hier wieder eine Unterteilung jener Conferences in meist zwei Teile, charakterisiert aber in einer zweiten Bedeutung auch die drei Spielklassen inklusive der für die Hochschule in dieser Klasse geltenden Teilnahmeregeln, wie Anzahl der Spiele, der Stipendien, der Heimspiele oder die erforderliche Qualität der Gegner.

## National Football League (NFL)
In der American Football Profi-Liga National Football League sind die Teams der beiden Conferences nicht nach deren geographischen Lage eingeteilt. Stattdessen hat die Aufteilung einen historischen Hintergrund. Die beiden konkurrierenden Vorgängerligen der National Football League und der American Football League wurden 1970 fusioniert und so steht heute jede der beiden Conferences, die American Football Conference und die National Football Conference, für eine der beiden Ligen. In jeder Conference spielen 16 Mannschaften, die auf vier Divisions aufgeteilt sind. Diese können sich wie im Baseball geographisch überschneiden. So haben beispielsweise New York und Los Angeles je ein Franchise in East und West Division jeder Conference.
Die Divisions in der NFL:
| American Football Conference | National Football Conference |
| ---------------------------- | ---------------------------- |
| AFC East                     | NFC East                     |
| AFC North                    | NFC North                    |
| AFC South                    | NFC South                    |
| AFC West                     | NFC West                     |

## National Hockey League (NHL)

NHL Divisions 2019/20

In der Eishockey-Liga National Hockey League wird die Liga in eine Eastern Conference und eine Western Conference unterteilt. Hierbei entscheidet neben der örtlichen Lage der Teams auch, wie viele Teams es im Osten bzw. im Westen gibt. Bei momentan 31 Teams in der NHL sind der Eastern Conference 16 Teams und der Western Conference 15 Teams zugeordnet. Beide Conferences sind wiederum in zwei Divisions unterteilt, wobei die beiden Divisions des Ostens und die Pacific Division des Westens je acht Teams umfassen, die Central Division der Western Conference hingegen lediglich sieben. Mit Seattles Expansion Team in der Pacific Division ab der Saison 2021/22 wird Arizona als achtes Team in die Central Division umziehen. 
Nach dem Vorbild der NHL bildete auch die eurasische Kontinentale Hockey-Liga ab 2009 zwei Conferences.
Die Divisions in der NHL:
| Eastern Conference    | Western Conference |
| --------------------- | ------------------ |
| Atlantic Division     | Central Division   |
| Metropolitan Division | Pacific Division   |

## Women’s National Basketball Association (WNBA)
Die zwölf Teams der Women’s National Basketball Association sind in eine Eastern Conference und eine Western Conference aufgeteilt. Für die Playoffs haben die Conferences jedoch keine Bedeutung. Der einzige Unterschied im Spielbetrieb der regulären Saison zwischen den Conferences ist, dass gegen drei Teams der eigenen Conference insgesamt viermal gespielt wird statt dreimal.
Die Conferences der WNBA:
| Eastern Conference | Western Conference |
| ------------------ | ------------------ |